# Royalton Hotel
El Royalton Hotel está ubicado en Midtwon Manhattan, Nueva York (Estados Unidos). Se encuentra al este de Times Square, en 44 West 44th Street. Tiene 16 pisos y fue diseñado originalmente en 1897 por el arquitecto Ehrick K. Rossiter. Fue completamente reformado por Philippe Starck y reabrió en 1988.

## Historia
El edificio fue construido en 1898 como un exclusivo hotel residencial Royalton. Rossiter & Wright fue la firma de arquitectura encargada del proyecto y el contratista fue EF Dodson & Company. Su diseño fue inusual porque fue uno de los primeros edificios en permitir el paso a nivel de calle de una cuadra a la siguiente. Cuando se diseñó originalmente, los inquilinos tenían apartamentos con vistas a la calle 43 o 44, mientras que los sirvientes vivían en habitaciones con vistas a los patios de ventilación que corren a lo largo de los lados del edificio.
Royalton fue diseñado para reflejar el concepto de vestíbulo de un hotel de la década de 1920. Fue reabierto como Royalton Hotel el 10 de octubre de 1988,  siendo el primer hotel diseñado por el francés Philippe Starck.
Su diseño le ha valido el honor en aparecer en la lista America's Favorite Architecture del American Institute of Architects.
Royalton es ahora parte de la cadena de hoteles de Highgate Hotel. Durante el verano de 2007, Morgans Hotel Group decidió renovarlo para actualizar el interior. Reabrió el 1 de octubre de 2007.